# Freddie McClair
Frederick "Freddie" McClair es un personaje ficticio de la serie de televisión británica Skins. La serie fue creada por Brian Elsley y Jamie Brittain para la compañía Company Pictures. El personaje de Freddie, interpretado por Luke Pasqualino. En la tercera serie, se ve envuelto en un triángulo amoroso con Effy Stonem y James Cook, su mejor amigo. Esta situación deriva en un conflicto entre él y Cook, así como su otro mejor amigo JJ. En la cuarta temporada de la serie, continúa su relación amorosa con Effy e intenta ayudarla a superar su depresión y adicción por las drogas.

## Caracterización
Freddie se describe como un personaje relajado y sensato el cual disfruta yendo en patinete y fumando cannabis. Sus mejores amigos son Cook y JJ; se hacen llamar "Los tres mosqueteros" por su estrecha amistad. Freddie se preocupa profundamente por sus dos amigos. Sobre todo, la mayor parte del tiempo ayuda a JJ a superar sus problemas sociales a causa de su síndrome de Asperger. También intenta controlar el comportamiento salvaje y violento de Cook, aunque a menudo incontrolable. 
En la mayoría de las situaciones, Freddie actúa como líder de los tres amigos, ya que es el más calmado y el más estable. Es considerado como el más responsable y fiable para resolver alguna crisis. Aunque alguna vez Freddie se rinde, siempre es el primero que se levanta y lo afronta con la ayuda de sus dos mejores amigos.
A pesar de su naturaleza amistosa y amable, su vida hogareña es particularmente complicada ya que no se lleva bien con su padre y su hermana. No le gusta cómo su hermana, Karen McClair, utiliza la muerte de su madre como excusa para ganar simpatía y popularidad en el instituto. Su relación con su padre también es mala, ya que cree que Karen recibe un trato preferencial sobre él, por lo que se siente en un segundo plano. Para la cuarta temporada, Freddie madura significativamente y se vuelve más cercano a su familia y a Karen, tras haber resuelto sus diferencias. Aunque en su episodio central se desvela que su madre se quitó la vida, por lo que se vuelve paranoico al pensar que Effy pueda hacer lo mismo.  
Freddie es descrito como un personaje sensible que se enamora de Effy Stonem. En la tercera temporada, su amistad con Cook se deteriora. La imagen salvaje de Cook se ha vuelto insoportable y aumenta la preocupación de Freddie por él. Finalmente, Cook  se acuesta con Effy y presume de ello con amigo Freddie. No obstante, en el final de la serie Effy elige a Freddie y este está dispuesto a reconciliarse con su amigo Cook, mostrando así su capacidad de perdón y reconciliación y madurez. 
Tras el segundo episodio de la temporada 4, Freddie tiene una relación de amor con Effy, y se vuelve problemática cuando este último desarrolla una depresión psicótica y aparentemente incontrolable. En el penúltimo episodio de la serie, Freddie es asesinado por el psiquiatra de Effy, el Dr. Foster, y el tema principal del último episodio se basa en que observa al grupo de amigos investigar e intentar resolver la desaparición de su amigo Freddie. En la serie 3, su muerte fue anunciada varias veces, como cuando le preguntó a Cook "¿Quieres morir?" tras criticar su comportamiento imprudente, y durante su propio episodio central, cuando Naomi cuenta la historia de Hamlet mientras lo mira, terminando el relato con la frase "alguien tiene que matarlo".

## Historia del personaje

### Serie 3
En el capítulo "Todos", Freddie comenzará su primer día en la universidad y se enamorará de Effy y, en consecuencia de ello, competirá por su atención contra sus mejores amigos, Cook y JJ. Effy propone que quien primero rompa las reglas de la universidad tendrá relaciones sexuales con ella, lo que motiva a Cook para poder obtener ese premio. En  el capítulo "Cook", Freddie recibe una llamada de Karen que interrumpe la salida de cumpleaños de Cook solo para descubrir que quiere estupefacientes. Freddie descubre que está en una fiesta y la pandilla va allí solo para que Cook cause problemas. Freddie admite que ya no puede cuidarlo, aunque Cook se reconcilia con él al final del episodio.